# Всемирная премия ЮНЕСКО за вклад в дело свободы печати имени Гильермо Кано
Всемирная премия ЮНЕСКО/Гильермо Кано за вклад в дело свободы печати учреждена ЮНЕСКО в 1997 году в память о погибшем колумбийском журналисте Гильермо Кано. Премия присуждается за содействие свободе печати, особенно, если соответствующая деятельность связана с риском.
Премия состоит из 25 тысяч долларов и памятного подарка. Жюри премии состоит 14 человек: 12 назначаются генеральным директором ЮНЕСКО, а двое являются представителями Фонда имени Гильермо Кано.
Кандидатуры кандидатов представляются генеральному директору ЮНЕСКО до 31 октября текущего года. Церемония вручения премии происходит 3 мая в рамках проведения мероприятий Всемирного дня свободы печати.

## Лауреаты премии
- 2025 — газета La Prensa (Никарагуа)[1]
- 2024 — журналисты, освещающие войну в секторе Газа[2]
- 2023 — Нилуфар Хамиди[англ.], Элахе Мохаммади[англ.], Наргиз Мохаммади (Иран)
- 2022 — Белорусская ассоциация журналистов (Белоруссия)
- 2021 — Мария Ресса (Филиппины)
- 2020 — Хинет Бедоя Лима[англ.] (Колумбия)
- 2019 — Кяу Су Оо и Ва Лон (Мьянма)
- 2018 — Махмуд Абу Зейд[англ.] (Египет)
- 2017 — Давит Исаак (Швеция/Эритрея)
- 2016 — Хадиджа Исмаилова (Азербайджан)
- 2015 — Мазен Дарвиш (Сирия)
- 2014 — Ахмед Шик (Турция)
- 2013 — Рейот Алему (Эфиопия)
- 2012 — Эйнулла Фатуллаев (Азербайджан)
- 2011 — Ахмад Зейдабади (Иран)
- 2010 — Моника Гонсалес Мухика (Чили)
- 2009 — Ласанта Викрематунге (Шри-Ланка) — посмертно
- 2008 — Лидия Качо Рибейро (Мексика)
- 2007 — Анна Политковская (Россия) — посмертно
- 2006 — Мэй Шидиак (Ливан)
- 2005 — Чен Ичжун (Китай)
- 2004 — Рауль Риверо (Куба)
- 2003 — Амира Хасс (Израиль)
- 2002 — Джоффрей Ниарота (Зимбабве)
- 2001 — Вин Тин (Мьянма)
- 2000 — Низар Найуф (Сирия)
- 1999 — Джизус Бланкорнелас (Мексика)
- 1998 — Кристина Анианву (Нигерия)
- 1997 — Гао Юй (Китай)